# Chafariz da Praça do Giraldo
O  Chafariz da Praça do Giraldo está localizado na União das Freguesias de Évora (São Mamede, Sé, São Pedro e Santo Antão), na cidade de Évora. Ornamenta a famosa Praça do Giraldo, local central da Évora muralhada.
É uma obra do arquitecto Afonso Álvares e foi construído em 1571 em mármore branco rematado por uma coroa de bronze. Segundo a tradição, as oito carrancas correspondem às oito ruas que desembocam na praça.
Está classificado como Monumento Nacional desde 1910.